# Carman
Carman – w mitologii celtyckiej, bogini złej magii. Miała trzech synów o imionach: Dub ("ciemność"), Dother ("zło") i Dian ("przemoc"), którzy plądrowali Irlandię. 
Tuatha de Danaan toczyli przeciw niej i jej synom wojnę. Potężna czarodziejka Bechuille zdołała w końcu ją pokonać. Synów Carman zabito, a ją samą spętano łańcuchami; umarła w końcu z rozpaczy.
Do XI w. co trzy lata, w dniu 1 sierpnia na cześć Carman obchodzono w okolicach Wexford święto Oenach Carmain.